# Carmen M. Colón Pellot
Carmen M. Colón Pellot (Arecibo, 11 de junio de 1911-20 de junio de 2007) fue una poeta, columnista, maestra rural y escritora de literatura infantil puertorriqueña.

## Biografía
Fue hija de María Jesús Pellot Colón costurera mestiza y de Raimundo Colón Cruz, blanco, también obrero. Su padre presidía el capítulo local de la Federación Libre de Trabajadores. 
En 1930 recibe el grado de maestra rural y después el de maestra normalista de inglés. Trabajó de maestra de 1930 a 1940 en Arecibo y en San Juan. Estudió pedagogía y trabajo social, profesiones que ejerció casi toda su vida. Colaboró con diversas revistas y periódicos del país. Actuó en actividades teatrales junto a Norma Candal. 
Como declamadora participó junto a Juan Soria y Ruth Fernández en recitales poéticos.  

## Obra
Ambar Mulato (1938) es un libro de poesía "negrista", aunque la autora ha insistido en el carácter "mulato" de su poesía, en parte por esto, su obra ha llamado la atención en las universidades de Estados Unidos y el mundo en las que se examina esta parcela de la literatura puertorriqueña e hispanoamericana.
Su hijo mayor, de su primer matrimonio con Martín J. Stuart Colón, editó su segundo libro: Coloreando a Puerto Rico (1988).

### Títulos propios
- Ambar mulato : ritmos. 1938.
- Coloreando a Puerto Rico. Publicaciones Educativas Puertorriqueñas. 1988.

### Antologías
- Ellas también : poetas puertorriqueñas de ayer y de siempre. 2002.
- Antología de la poesía negra americana. 1970.